# 電話交換機
電話交換機（でんわこうかんき）とは、電話回線を相互接続し電話網を構成するための交換機である。

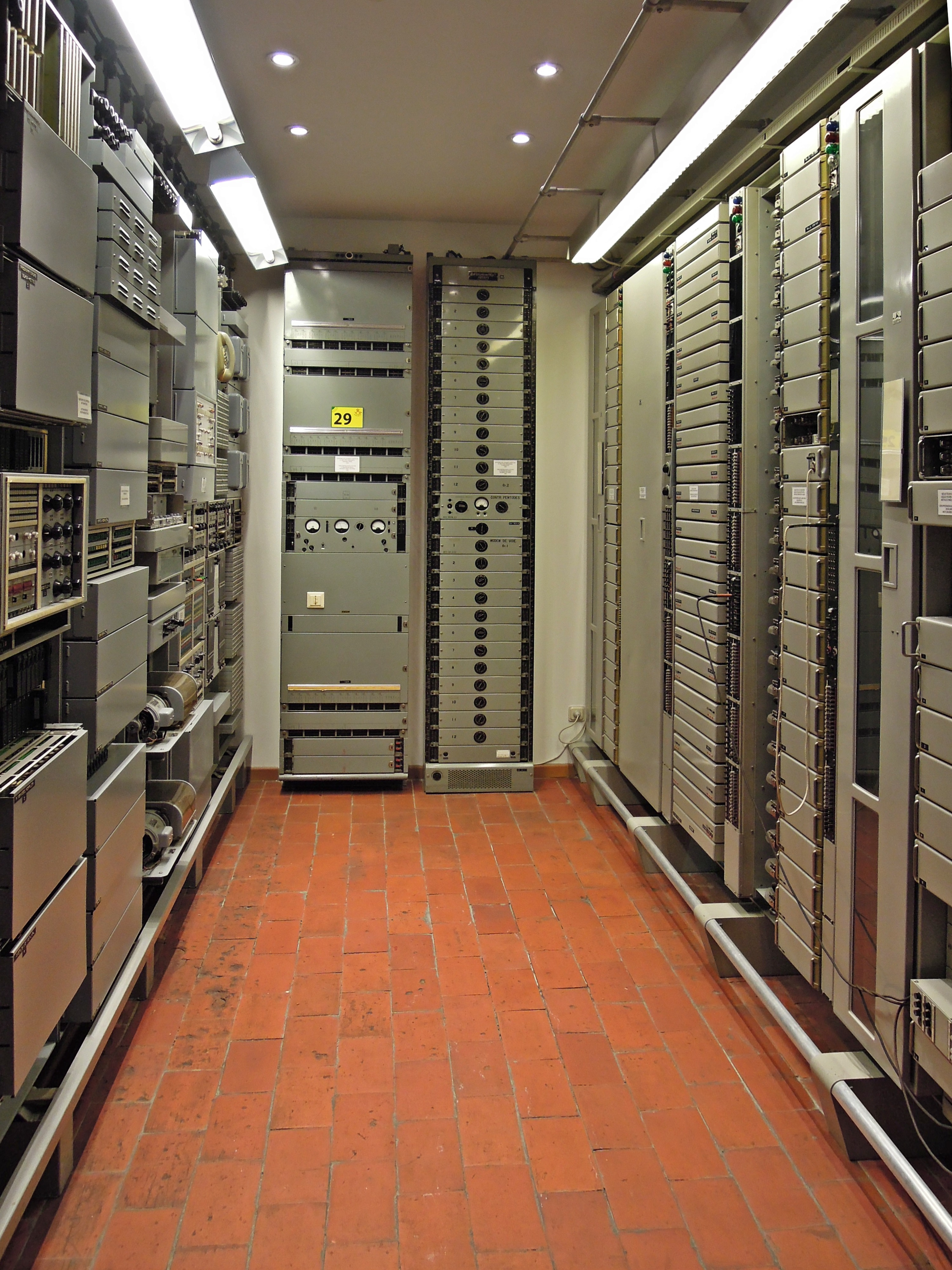
博物館展示

## 概要

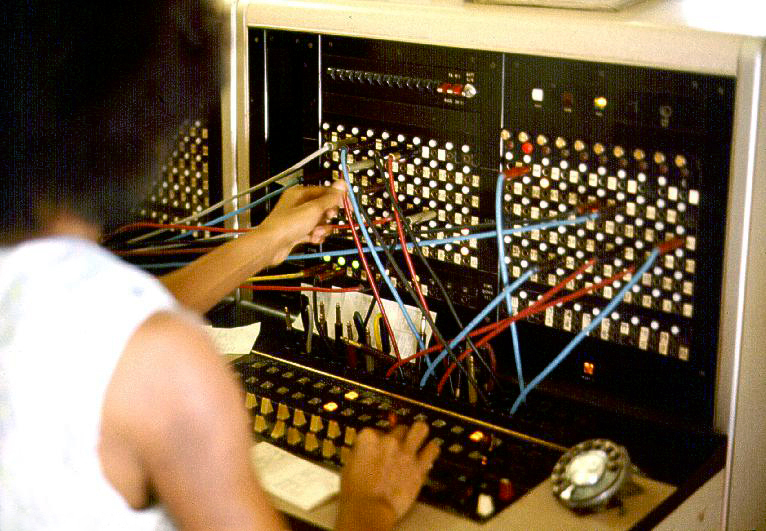
手作業で電話回線の繋ぎ変えを行う電話交換手

無線電話機の登場以前において、電話により通話を行う場合は、基本的には電話機同士を1本の電話回線で結ぶ必要があった。しかし、特定の電話機だけでなく様々な場所の電話機と通信を行うためには、接続先が変更される度に電話回線を繋ぎ変えなければならない。そのため、架電する際には、まず各地域の電話局において待機している電話交換手を呼び出し、接続先を口頭で伝えることにより、交換手が手作業で電話回線を繋ぎ変えていた。この手続きを省力化及び高速化するため、電話機から送信されるダイヤル信号を受信及び認識し、機械的又は電子的に自動で電話回線を繋ぎ変える機械が発明された。
初期の電話交換機は機械式であり、電話回線と繋がっている接点が物理的に動いて接続先の繋ぎ変えを行っていたが、後に電子交換機が発明され、電子回路上で回線の切り替えを行うようになった。また、今日においては、規格の異なる方式の通信を相互接続する目的でも利用される。
日本では、1965年（昭和40年）に東京と全国の道府県所在地間で、電話交換機を介した通話が可能になった。このことを「ダイヤル即時通話」、「ダイヤル即時化」と表現したNTTなどの電気通信事業者（キャリヤ）向けの電話交換機は2015年（平成27年）に製造を終了しているが、事務所や工場などの内線電話用（自営設備）の構内交換機はそれ以降も製造されている。

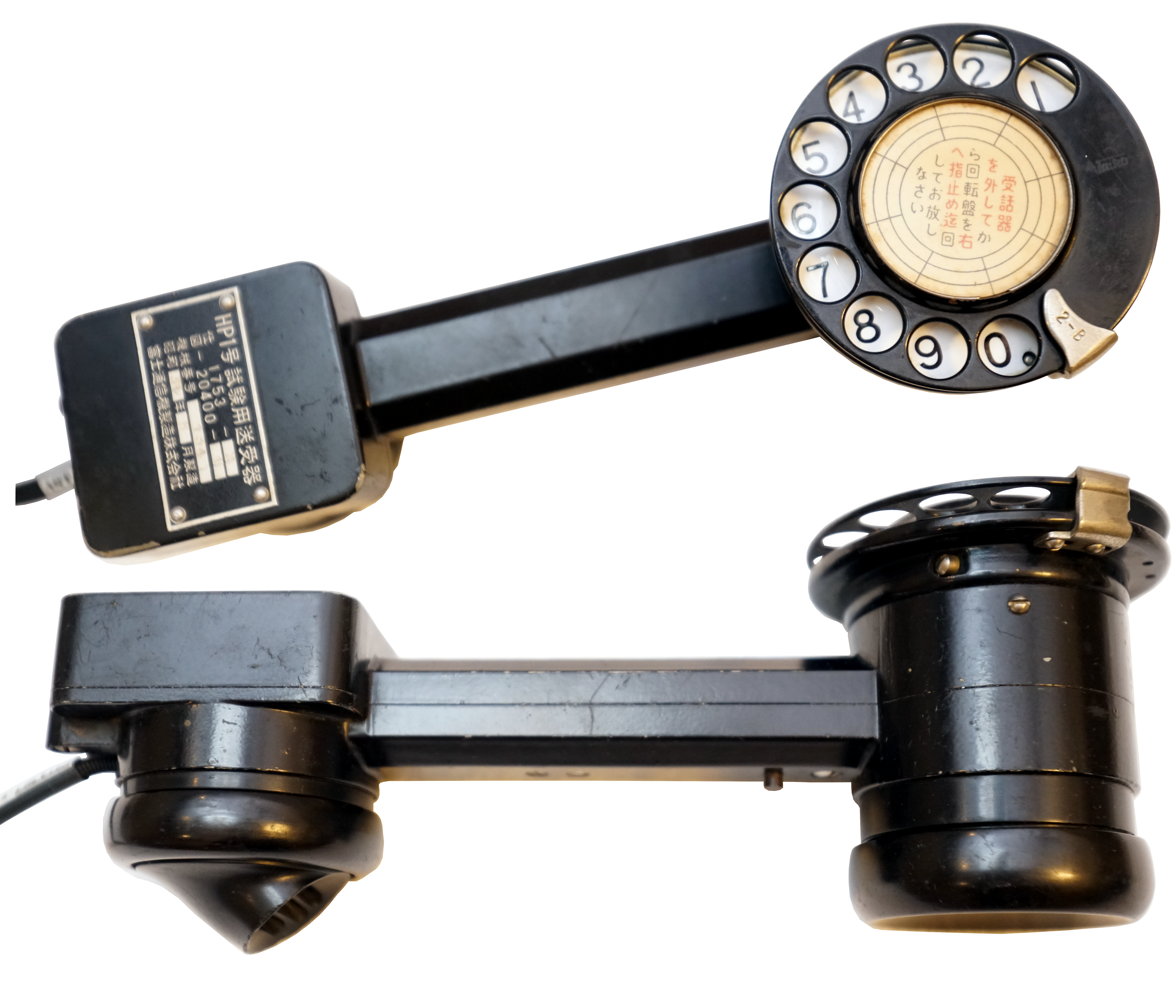
HP1号 試験用送受器 仕1753-2 富士通信機製造株式会社 1956年（昭和31年）8月製造。日本電信電話公社局舎内などに設置された構内交換機の保守などに使用されていた。

VoIPへの置き換えが進んでおり、NTTは2025年（令和7年）頃に交換機設備の維持が限界となることから、2024年（令和6年）を目処に公衆交換電話網をNext Generation Network（次世代通信網／NGN）へ移行することが予定されている。
|      | 方式                           | 通話路 スイッチ    | 方式               | 方式           | 電話料金       | 電話料金       | 電話回線 | 電話回線 | 電話回線 | 電話回線 | 中継線路             | 中継線路    |
| 制御 | 方式                           | 通話路 スイッチ    | 信号               | 市外通話       | 市内通話       | ダイヤルパルス | DTMF     | ISDN     | PHS      | 線       | 方式                 |             |
| ---- | ------------------------------ | ------------------ | ------------------ | -------------- | -------------- | -------------- | -------- | -------- | -------- | -------- | -------------------- | ----------- |
|      | 手動                           | パッチパネル       | 交換手             | 磁石式 共電式  | ハドソン課金   | 度数           | ×        | ×        | ×        | ×        | 電線                 |             |
| 1880 | ステップ・バイ・ステップ交換機 | 可動接点           | ダイヤルパルス直接 | 個別線信号線   | カールソン課金 | 度数           | ○        | ×        | ×        | ×        | ツイストペアケーブル |             |
| 1920 | クロスバー交換機               | クロスバースイッチ | 布線論理間接制御   | 個別線信号線   | 広域時分制     | 広域時分制     | ○        | ○        | ×        | ×        | 導波管               | FDM         |
| 1960 | 電子交換機                     | 多接点封止形       | 蓄積プログラム方式 | 共通線信号No.6 | 柔軟課金       | 柔軟課金       | ○        | ○        | ×        | ×        | 同軸ケーブル         | FDM         |
| 1970 | デジタル交換機                 | 時分割             | 蓄積プログラム方式 | 共通線信号No.7 | 柔軟課金       | 柔軟課金       | ○        | ○        | ○        | ○        | 光ファイバー         | PDH SDH ATM |

交換機は段階的に、かつ大幅に小型化され、その場所が、コロケーションルール（co-location=共同の設置場所）で、関門交換機・ADSLのハウジングサービスとして、他の電気通信事業者に貸し出されている。

## 歴史

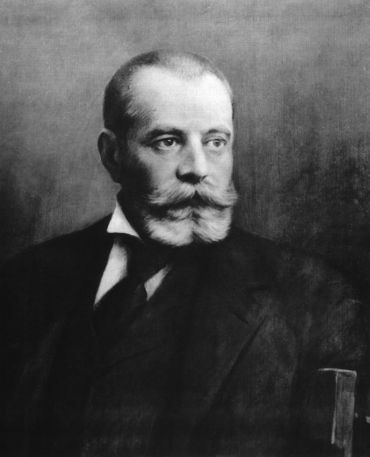
ティヴァダル・プシュカーシュ

1877年ボストンの電話交換機の図面、1922年

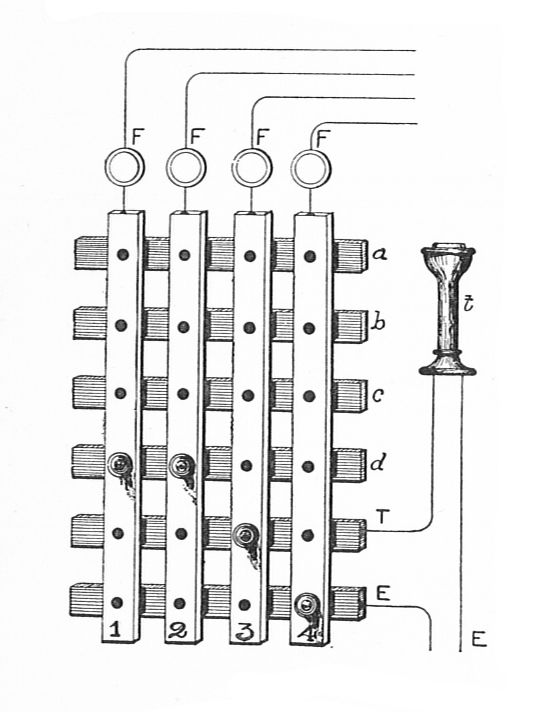
4つのクロスバー通話回線（水平）と交換手に接続する1つのバー(T)を備えた4つの加入者回線（上部）用の1903年製手動スイッチ。一番下のクロスバーは電話局にグラウンド接続され、インジケーター(F)の信号出力ができるようになっている。

電信の時代においては、郵便局、駅、特に重要な政府機関（省庁）、証券取引所、ごく少数の全国紙を供給する新聞社、国際的に重要な巨大企業、そして富裕層の個人が電信の主な利用者であった。電話装置が電話交換機の発明以前より存在していたのは事実であるが、それらの成功と効率的運営は電信時代と同じ計画や構造では不可能だったであろう。交換機発明以前の初期の電話は（個人の家からその人の職場へのように）他のもう１台の電話だけに配線されて通信が行われていたのである。
電話交換機はサービスセンター（集中電話局）にある地理的には小さな区域を担当する電話システムで、加入者間の直接回線を必要とするのではなく、彼らがかけてくる呼び出しに応じて個々の二つ以上の加入者回線の切り替えや相互接続を提供するものである。これにより加入者は自宅や会社や公共の場でお互いに電話をかけられるようになった。これらのことは電話通信を日常使用に問題なく使えて快適なコミュニケーションツールへと発展させ、しかもそれは全く新しい産業部門の創造に刺激を与えた。 
電話機自体の発明と同様、「最初の電話交換機」という名誉にも数名の主張者がいる。初めて電話交換機を提案した1人はハンガリー人のティヴァダル・プシュカーシュで、1877年に彼がトーマス・エジソンのもとで働いていた時のこととされる。最初の実験的な電話交換機はプシュカーシュの考案に基づいており、それは1877年にボストンのベル電話会社によって造られた。世界初となる国営の電話交換機は1877年11月12日、ベルリン近郊のフリードリヒスベルクでハインリヒ・フォン・シュテファン指揮のもと開設された。1878年1月にジョージ・W・コイは、ニューヘイブン (コネチカット州)に開設された米国で最初の商用電話交換機を設計および製作した。その交換台は「根角ボルト、ティーポットの蓋の取っ手、そしてバッスルの針金」から造られ、同時に2件の通話を扱うことが可能だった。またチャールズ・グリデンはローウェル (マサチューセッツ州)に交換所を設立したとされており、1878年に50人の加入者がいた。
ヨーロッパにおける別の初期の電話交換機はロンドンとマンチェスターを拠点にしており、どちらも1879年にベルの特許で開通した。1年後、ベルギーが最初のインターナショナル・ベル社の交換機をアントワープに保有した。 
1887年、プシュカーシュはマルチプレックス交換機を発表した。
その後の交換機は1-数百のプラグ盤で構成され、電話交換手が配属された。それぞれ交換手は、各ジャックが加入者の電話回線のローカル終端となる1/4インチのチップ - リング - スリーブ（3極）ジャックの差込口を備えた垂直なパネルの前に座って作業した。ジャックパネルの前に2列のパッチコードがある水平パネルを置き、各ペアをコード回線に接続するというものである。
発呼者が受話器を持ち上げると、局所ループ電流がジャック付近にある信号灯を点灯させる。交換手は後方のコード（応答コード）を加入者のジャックに差し込み、ヘッドセットを回線に切り替えて「番号をどうぞ？」と尋ねて対応を行う。市内通話の場合、交換手がペアの前方コード（鳴動コード）を着信側のローカルジャックに挿入すると、相手を呼び出す鳴動サイクルが始まる。長距離電話の場合、彼女はプラグを中継回線に差し込んで別のボード集積所または遠隔地の電話局にいる別の交換手に接続を行う。 1918年当時、長距離電話回線の接続が完了するまでの平均時間は15分だった。
初期の手動交換機では交換手が聞き取りキーと鳴動キーを操作する必要があったが、1910年代後半や1920年代までには交換機の技術進歩で交換手が応答コードを挿入するとすぐに自動的に電話応答できるようになり、交換手が鳴動コードを着信側に挿入するとすぐに呼出し音が自動的に始まるようになった。交換手は、発信者が呼出し音を聞いている間に、回線から切り離され別の電話を処理できるようになり、自分が回線呼び出しを続けていることを定期的に報告する必要がなくなった。
リングダウン方式では、発信側の交換手が電話相手の加入者を呼び出す別の中間交換手を呼び出したり、または中間交換手にそれを受け渡した。この中間交換手の連鎖は、中間中継回線がすべての電話局間で同時に使用可能である場合にのみ呼び出しを完了できる。 軍用電話が優先されていた1943年当時、市外電話に手動交換機を使っていた都市部では、米国を横断する長距離通話の申請および予定回線の調整に2時間もかかることがあった。
1891年3月10日、カンザスシティ (ミズーリ州)の発明家アルモン・ブラウン・ストロージャーは、電話回線の切り替えを自動化する装置であるステッピングスイッチの特許を取得した。この最初の特許には多くの拡張と改造がなされたが、最もよく知られているものは、10（これが数字の0-9に対応）の段つまりそれぞれが半円状に配列された10個の接点を有するバンクで構成されたものである。これが回転ダイヤル式電話と共に使用されると、番号の各対によってステッピングスイッチ中央の摺動子が、まず最初の番号のパルスの個数ずつ段を上昇していき、ついで次の番号のパルスの個数ずつ小回転しながら接点組を水平に摺動する（ステップ・バイ・ステップ交換機を参照）。
その後ステッピングスイッチがバンクに配置されるが、そのバンクの最初の段が「ラインファインダー」である。仮に最大100本の加入者回線のうちの1本が受話器を「オフフック」に持ち上げた場合、ラインファインダーはその加入者回線を空いている最初のセレクター（切り替え回線）に接続し、ダイヤルされる桁数字を受信する準備ができたことを示すため加入者にダイヤルトーンを返した。加入者のダイヤルは毎秒約10パルスでパルス信号を発生したが、その速度は個々の電話運営規格によりまちまちだった。 
ストロージャー・スイッチをベースにした交換機は、やがてパネルスイッチ交換機、後年にはクロスバースイッチ技術に押されるようになった。これらの交換機設計はより速い切り換えができるとされ、ストロージャー式の標準10パルス/秒よりも速い標準約20パルス/秒のパルス信号を受け付ける仕様だった。その後多くの交換機がさらにDTMFによる「プッシュ信号」などのトーン信号システムを取り入れていった。
（パルスからDTMFへの）技術の過渡期では、DTMFをパルスに変換して旧来のストロージャースイッチやパネルスイッチ、クロスバースイッチに供給するためのコンバータを搭載していた。この技術は実に2002年半ばまで使われた。

## 交換機間の情報伝送方式
電話番号・輻輳処理・料金計算などのための交換機間の情報伝送方式には、次のようなものがある。

### 共通チャネル形信号方式
通話チャネルと同じ伝送路に多重化された別のチャネルで制御信号を送受信するものである。ISDNのDチャネルを用いる場合、「Dチャネル共通チャネル形信号方式」と呼ばれる。
遠隔多重加入者線伝送装置 (RSBM : Remote Subscriber Line Terminating Module) ・内線電話交換機と加入者交換機との間に用いられている。

#### 特徴
- 同じ伝送路を用いるため低コスト化が可能である。
- 制御チャネルが多数の通話チャネルで共用できる。

### 共通線信号方式
制御信号を、通話路とは物理的に別の伝送路で、送受信するものである。事業用のデジタル交換機・電子交換機相互間で用いられている。代表的なものに共通線信号No.7がある。

#### 特徴
- 制御線が多数の通話路で共用できる。
- 個別線信号方式と比較して多くの情報のやり取りができ、多機能化が可能である。
- 物理的に別の伝送路を用いるため管理が煩雑である。
- 通話路の断絶時でも接続操作が行われて課金される可能性もある。

### 個別線信号方式
通話路と同じ伝送路で制御信号を送受信するものである。多周波数 (Multi Frequency) 信号が事業用クロスバー交換機相互間に、DTMF・モデムを用いるものが内線電話交換機と加入者交換機との間に用いられていた。デジタル交換機に置き換えが完了して以降は使われていない。

#### 特徴
- 共通線信号方式と比較して単純な情報のやり取りしかできない。
- 物理的に同じ伝送路を用いるため管理が単純である。
- 通話路の断絶時は接続操作が行われない。

## 使用目的による分類
- 構内専用交換機 (PAX : Private Automatic eXchange) : 公衆交換回線に接続されず専用線や内線電話網のみに接続されるもの。
- 内線交換機 (PBX : Private automatic Branch eXchange) : 内線電話網・専用回線と公衆回線とを相互に接続するもの。
- 電気通信事業用交換機 : NTTなどの事業者が公衆回線交換に用いる大型の交換機。公衆回線どうしを接続するもの。

## 階梯による分類
現在、電気通信事業者の持つ交換網は巨大であり、そのため、交換網はレイヤ構造となっている。そのレイヤ構造の各層（階梯）において、交換機の機能は異なる。

### 加入者階梯交換機
加入者線、いわゆる電話線を直接接続（加入者の収容）し、回線交換を制御する交換機であり、交換網の最下層に相当する。LS (Local Switch) とも呼ばれる。例えば、NTT DoCoMoでは、MLSと呼ばれる最下階梯の交換機があるが、これはMobile Local Switchを略したものである。

### 中継階梯交換機
ある交換網の中において、交換機間を接続する。TS (Toll Switch) とも呼ばれる。

1つのLSはその地域にある多くの加入者を収容しているので、その地域内の相互通話はLSのみで可能であるが、別のLSに収容されている加入者と通話するには、TSを通じて回線交換する必要がある。全てのLSを直に接続すると、接続数がきわめて膨大になるため、必要時のみ、その間を取り持つ、というのがTSの存在意義である。

### 関門階梯交換機
交換網間を接続する。GS (Gateway Switch) とも呼ばれる。機能的にはTS機能を含む。ある交換網が別の交換網と相互接続したい時、その関門 (POI) に設置される。TS機能の他に、信号変換の機能を持つ事が多い。